# Aïn Tallout
Aïn Tallout è un comune dell'Algeria, situato nella provincia di Tlemcen.